# ...And I Return to Nothingness
...And I Return to Nothingness é o quarto EP da banda americana de deathcore Lorna Shore. Foi lançado em 13 de agosto de 2021 pela Century Media Records e foi produzido por Josh Schroeder. O EP é o primeiro lançamento com o novo vocalista Will Ramos, bem como o guitarrista Andrew O'Connor, que se juntou pouco antes do lançamento de Immortal.

## Antecedentes e promoção
No dia 11 de junho de 2021, a banda retornou com uma nova música intitulada "To the Hellfire" e anunciou Ramos como seu novo vocalista permanente. Eles também anunciaram detalhes do novo EP. É o primeiro EP da banda desde seu lançamento de revelação de 2013, Maleficium.
"To the Hellfire" se tornou um sucesso viral para a banda, alcançando a posição número 1 na parada de metal do iTunes em sua primeira semana de lançamento. Ela também foi eleita pelos leitores da Revolver como a "Melhor Canção de 2021 até agora", com o escritor Eli Enis chamando-a de "uma das canções de deathcore pesado mais exageradas da memória recente". Ela também ultrapassou "Immortal" como a música mais transmitida da banda no Spotify, com mais de 4 milhões de transmissões. Ela foi eleita pela Loudwire como a melhor música de metal de 2021.

## Recepção critica
| Críticas profissionais | Críticas profissionais |
| Avaliações da crítica  | Avaliações da crítica  |
| Fonte                  | Avaliação              |
| ---------------------- | ---------------------- |
| Distorted Sound        | 9/10                   |
| New Transcendence      | 10/10                  |
| Rock 'N' Load          | 10/10                  |
| Wall of Sound          | 10/10                  |

O EP foi aclamado pela crítica. Dan McHugh, da Distorted Sound, declarou que "para uma banda que enfrentou adversidades consideráveis para chegar até aqui, ...And I Return To Nothingness é uma declaração e tanto para garantir a todos que a Lorna Shore não vai a lugar algum. A aquisição de Ramos fará com que o quarteto alcance novos patamares, e o novo material soa tão revigorante e cruel como sempre. A única pequena desvantagem é que há apenas três faixas nas quais você pode cravar os dentes, mas se essa oferta for suficiente, então o que vier a seguir vai nos deixar com os dentes na garganta." A New Transcendence elogiou o EP dizendo: "Em 2020, eu afirmei corajosamente que o Immortal de Lorna Shore era uma das melhores contribuições para o deathcore na história recente (possivelmente de todos os tempos). Eu ainda mantenho isso - foi impressionante na época, é impressionante agora e não vacila com a idade. O que eu não comentei muito foi a preocupação de que seria difícil superá-lo. No entanto, eu diria que qualquer uma das músicas de ...And I Return to Nothingness supera qualquer outra música do Immortal e, de quebra, praticamente qualquer outra coisa que o deathcore tenha visto no intervalo entre os dois lançamentos. Se o Lorna Shore não eram os reis indiscutíveis do gênero na época, com certeza são agora agora, pois consigo pensar em pouquíssimas bandas que tenham sido tão consistentemente emocionantes ou que tenham ampliado os limites de seu próprio crescimento ou das restrições do gênero em que atuam. A Lorna Shore está em uma força indominável, como provado em ...And I Return to Nothingness, nada mais e certamente nada menos."
Rock 'N' Load elogiou o EP dizendo: "Lorna Shore fez o que muitas bandas não conseguem. Para a maioria, o rock dos últimos dois anos teria sido suficiente para eles encerrarem o dia, mas preservando e lutando contra o Provavelmente, Lorna Shore criou um novo padrão para um gênero que está se tornando cada vez mais saturado por sons repetitivos. Da musicalidade absolutamente incrível de todos os membros e da abordagem teatral um pouco exagerada que a banda adotou com seu som evoluído, estou confiante em dizer que Lorna Shore se tornará um dos maiores titãs do Deathcore." Ricky Aarons, escrevendo para Wall of Sound, avaliou o EP e a faixa-título afirmando: "A banda continua com o veículo épico de destruição, mas muda ligeiramente de tato, de uma forma que lembra seu trabalho anterior... Os detalhes técnicos e a velocidade dos riffs é incrível. Mais uma vez, Ramos não pula um detalhe em cada letra que toca... Ele considera quais linhas terminam em alto ou baixo e esses mínimos detalhes são decisivos. Em vez de focar na música em Break Ferocity, trata-se mais de blast beats constantes e do elemento técnico desta banda maravilhosa."

## Lista de músicas
| N.º            | Título                           | Duração |  |
| 1.             | "To the Hellfire"                | 6:09    |  |
| 2.             | "Of the Abyss"                   | 5:43    |  |
| 3.             | "...And I Return to Nothingness" | 6:10    |  |
| Duração total: | Duração total:                   | 18:02   |  |

## Pessoal
Lorna Shore
- Will Ramos – vocais
- Adam De Micco – guitarra solo, baixo
- Andrew O'Connor – guitarra base, baixo
- Austin Archey – bateria

Pessoal adicional
- Josh Schroeder – produção